# ドゥエー
ドゥエー （フランス語:Douai、オランダ語:Dowaai、ラテン語:Duacum）は、フランス、オー＝ド＝フランス地域圏、ノール県のコミューン。

## 地理
リールから約30km、ブリュッセルから約106km、パリから約176km、ロンドンから約258km離れている。スヘルデ川の支流スカルプ川が流れる。

## 由来
ドゥエーの名は、かつてこの地にあったローマ時代のヴィラに由来する。

## 歴史

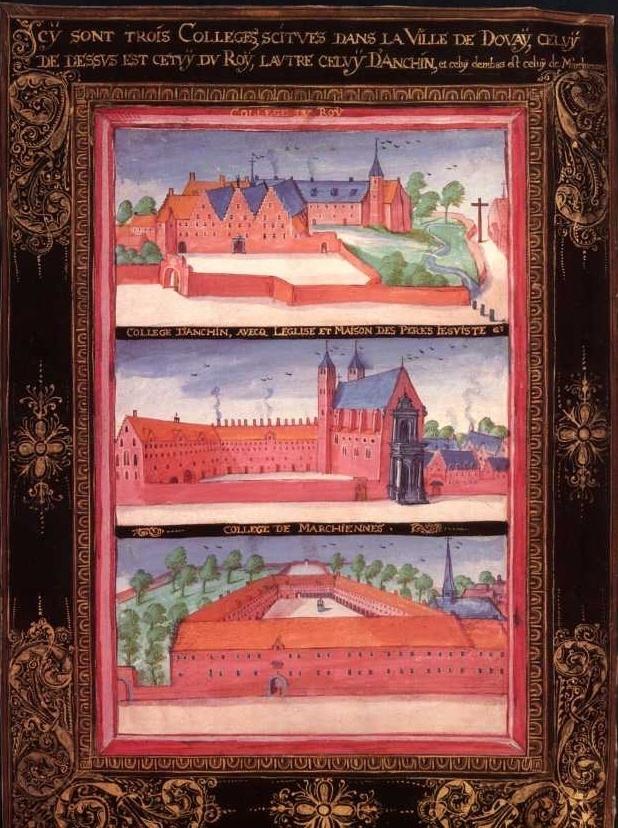
ドゥエーの神学校。17世紀

ドゥエーは、カステルム・ドゥアクム（Castellum Duacum）の名で、フランドル伯の領地として930年に初めて歴史上に記された。950年、フランドル伯アルヌル1世は、初のキリスト教施設として、ドゥエーにサンタメ神学校を建てた。
ウィリアム1世によるイングランド征服後、イングランドのブリッジウォーターの町は、ドゥエーのウォルター公（GautierまたはWalscinとも）にちなみ名づけられた。1188年以前に、ドゥエーに初めての憲章が授けられた。1789年まで、ドゥエーを治めていたのはエシェヴァン（fr、市参事会会員）の議会だった。
1369年まで、数世紀にわたってドゥエーはフランス王国とフランドル伯の間で領有が争われ、その後フランドル領と確定した。そしてブルゴーニュ公国支配下のフランドル伯領と運命をともにした。
1562年、スペイン王フェリペ2世は、宗教改革と戦うためにドゥエー大学を設置しその拠点とした。ドゥエーはカトリック信仰の中心となった。対抗改革時代、ドゥエー聖書は英語に翻訳された。ドゥエー聖書の写本は、ジョン・F・ケネディが大統領就任式で宣誓する際に使われたことで知られている。
中世でドゥエーは羊毛の織物で栄えていた。しかし1667年、ネーデルラント継承戦争でルイ14世がフランドルへ侵攻、7月23日から26日までの3日間、ヴォーバンはリールとドゥエーを同時に包囲した（ドゥーエー包囲戦）。1668年のアーヘンの和約でフランドルはフランス領となり、これ以後2度の世界大戦期を除けばフランス領であり続けている。1716年、フランドル高等法院がドゥエーに置かれた。
1718年、フランドル高等法院はドゥエーにおける住宅建築や都市計画の制限を定めた。これにより住宅の高さ、ファサードの外観が制限されるようになり、ドゥエーの建築物はフランスの様式が取り入れられたもので再建された。
フランス革命後、高等法院と大学が廃止された。1790年、ドゥエーは新たに設置されたノール県の県都とされたが、1803年にリールへ移された。
1802年、執政政府（fr）はドゥエーにリセの設置を決めた。これが現在のリセ・アルベール・シャトレである。この時にリセが設置されたのは、他にボルドー、マルセイユ、リヨン、ムーラン、当時のフランス領であったブリュッセル、マインツである。
産業革命後、パリ＝リール間に鉄道が敷かれ（1846年）、ドゥエーはその路線の主要駅となった。1891年、市街を取り巻く城壁の撤去が決定した。これが都市景観の新たな創造のきっかけとなり、旧市場の位置にはバルレ広場がつくられた。1895年、スカルプ川運河が完成した。

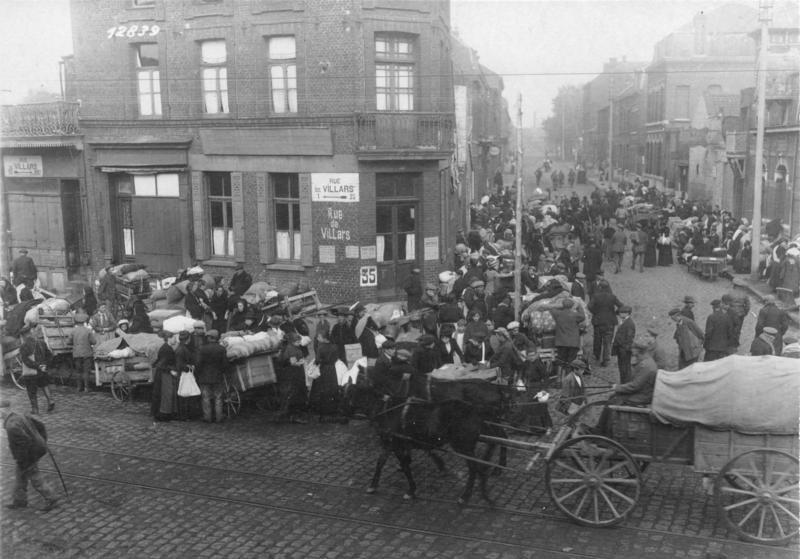
ドゥエーから避難する市民たち。1916年

2度の世界大戦でドゥエーは甚大な被害を受けた。1940年5月には、ドゥエー駅とその周辺が完全に破壊された。
戦後、ドゥエーの炭鉱は国有化された。ウイエール盆地炭鉱の本部がドゥエーに置かれ、1980年に閉山するまで続いた。石炭業界の発展の恩恵をドゥエーは謳歌してきたが、その結果として地盤の悪化による沈下現象に悩まされている。

## 経済
主な産業はケミカルと金属工学で、ルノーの乗用車組み立て工場があり、歴代の主力車種であるR14、R11、R19、メガーヌ、セニック、タリスマンなどが生産されている。

## みどころ
ドゥエーはフランス芸術と歴史のまちに指定されている。ヴァランシエンヌ門、アラス門、工廠、大砲といったかつての軍事施設の名残をとどめる。
- 鐘楼 - かつて木製の時計塔があった場所に、監視塔として1380年から建設された。1475年に完成したゴシック様式建築である。80mの高さの塔には、62の鐘を備えた印象的なカリヨンがある。1391年以前からのものとされる原型の鐘は、1917年にドイツ軍に占領された際に兵器製造目的で接収された。1924年に新たな鐘が再度設置され、1954年には47個の鐘がより良い音のするものに交換された。2005年、UNESCOのベルギーとフランスの鐘楼群の1つとして登録された。
- サン＝ピエール参事会教会（fr） - 11世紀にフランドル伯によって建てられた神学校が前身。教会建築としては県最高の112mの高さがある。ラテン十字型で、3つの本堂と交差廊がある。

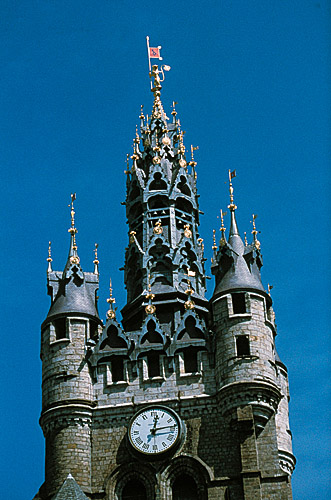
鐘楼
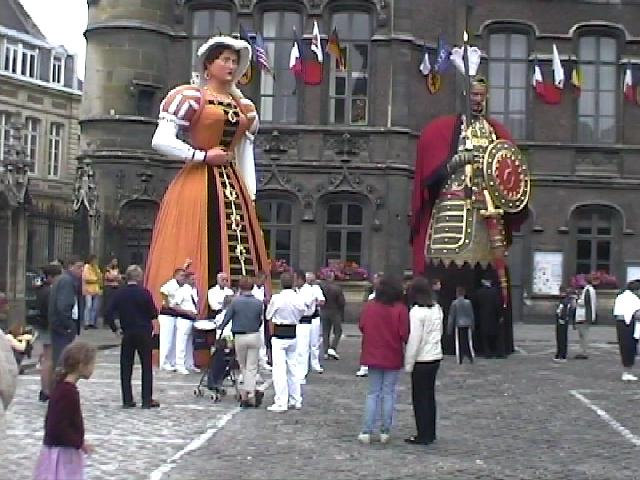
毎年7月最初の週末に開かれる巨人祭り

## 姉妹都市
- ハーロー、イギリス
- レクリングハウゼン、ドイツ
- ケノーシャ、アメリカ合衆国
- デドゥーグー、ブルキナファソ
- プワヴィ、ポーランド
- セラン、ベルギー

## 関係者
出身者
- アルノルド・ヴィオン
- セゴレーヌ・ルフェーブル

居住その他ゆかりある人物
- レオン・ワルラス（一般均衡理論など近代経済学の根本を創り上げた経済学者） - カーンのコレージュ・ド・カーン (現在のLycée Malherbe)からドゥエーのリセに学んだ。